# Gerbaix
Gerbaix é uma comuna francesa na região administrativa de Auvérnia-Ródano-Alpes, no departamento de Saboia. Estende-se por uma área de 6,91 km². Em 2010 a comuna tinha 436 habitantes (densidade: 63,1 hab./km²).